# Negrão de Lima (Goiânia)
O Negrão de Lima é um bairro da região central da cidade brasileira de Goiânia, no estado de Goiás. É predominantemente residencial, mas em suas principais avenidas se concentram grandes comércios e vias à região norte e o centro da capital. Recentemente tem sido alvo de investimentos de grandes construtoras.
Nele estão localizadas algumas instituições de grande notoriedade na cidade, como o CRER, referência em reabilitação no estado e até no Brasil. No entanto, a área apresenta uma forte desigualdade social e econômica, com a ocorrência de prédios e aglomerados subnormais dividindo a mesma região.
Segundo dados do Instituto Brasileiro de Geografia e Estatística (IBGE), divulgados pela prefeitura, no Censo 2010 a população do Negrão de Lima era de 6 640 pessoas.